# Megadyptes antipodes
El pingüino ojo amarillo (Megadyptes antipodes) es una de las dos especies del género Megadyptes, junto con el extinto Megadyptes waitaha. 
Habita la Anártida el sudeste de Nueva Zelanda. Su distribución geográfica abarca la Isla del Sur de Nueva Zelanda, la Isla Stewart y los archipiélagos de Auckland y de Campbell, más al sur.
Tiene un tamaño mediano, si lo comparamos con los pingüinos grandes como el pingüino rey y el pingüino emperador. El largo total es de 66 a 70 cm. El peso máximo es de 8 kg premuda. La característica principal para identificarlo son sus ojos amarillos. No presenta dimorfismo sexual de plumajes, los machos son algo mayores en tamaño que las hembras, los promedios del tamaño de la cabeza, el largo del pico y las patas en los machos demuestran ser 6 mm más grandes que en las hembras. La cabeza en los machos mide de 141 a 145 mm, mientras que en las hembras de 134 a 140 mm. El largo de las patas en los machos es de 129 a 134 mm, y en las hembras de 123 a 129 mm.
Comienza a criar en agosto, anidando por parejas y no en colonias, como ocurre en el género Spheniscus. Son agresivos durante la temporada reproductiva. Son territoriales con un rango de acción de una hectárea por pareja. Se alimentan de peces y calamares.
Construyen el nido entre la vegetación densa. Ponen uno o dos huevos, con intervalo de tres a cinco días. La incubación tarda 38 a 50 días. Alcanzan la madurez sexual al segundo año en el caso de las hembras, mientras los machos al tercero. La longevidad se estima en 22 años.
La población total se estima en 6.000 individuos aproximadamente,de los cuales solo hay unas 1500 parejas capaces de criar, siendo considerado por BirdLife International como la especie de pingüino más rara del mundo.[cita requerida]
Entre los nombres comunes recibe la denominación de pájaro bobo ojiamarillo, pájaro bobo de ojo amarillo, pingüino de ojo amarillo, mientras que en inglés de lo denomina Yellow-eyed Penguin.